# Arterie gastriche brevi
Le arterie gastriche brevi sono un gruppo di esili arterie che irrorano il fondo dello stomaco. Originano dalla porzione terminale dell'arteria lienale, uno dei tre rami in cui si divide il tronco celiaco.

## Anatomia
Questo gruppo è costituito da un numero variabile (da 4 a 7) di arterie molto sottili che si portano verso il fondo dello stomaco decorrendo attraverso il legamento gastrolienale che unisce la milza allo stomaco. Si portano poi in avanti e verso l'alto fino a raggiungere il fondo dello stomaco e in seguito si anastomizzano con i rami dell'arteria gastrica sinistra e l'arteria gastroepiploica sinistra.